# Johann Jacob Schweppe
Johann Jacob Schweppe (ur. 16 marca 1740 w Witzenhausen, zm. 18 listopada 1821 w Genewie) – niemiecki jubiler i zegarmistrz. W 1783 roku opatentował metodę nasycania wody mineralnej dwutlenkiem węgla. Opracował ją w oparciu o odkrycia Josepha Priestleya (1733-1804). Stał się znany jako producent wody sodowej, którą podbił rynek Anglii.

## Przedsiębiorstwo Schweppes
W 1790 roku Jacob Schweppe, Henry Gosse (farmaceuta), Jacques Paul (inżynier) i jego syn Nicholas utworzyli przedsiębiorstwo pod firmą Schweppe, Paul & Gosse produkującą sztuczną wodę mineralną. W 1792 roku Jacob Schweppe przeprowadził się do Londynu, aby tam rozwijać działalność. Rok później przejął całkowicie przedsiębiorstwo, zmieniając jego nazwę na Schweppes. W 1799 roku sprzedał swój 75-procentowy udział trzem osobom z Jersey i odszedł na emeryturę.
W 1834 roku przedsiębiorstwo Schweppes zostało kupione przez Williama Evilla i Johna Kemp-Welcha. Ich rodziny pozostały związane z przedsiębiorstwem do 1950. W 1969 roku ówczesne Schweppes Limited połączyło się z Cadbury Limited, tworząc Cadbury Schweppes PLC. Główne produkty to: „Ginger Ale” (napój imbirowy), „Bitter Lemon” (1957, napój cytrynowy) oraz „Tonic Water”, czyli tonik.